# Luís de Gonzaga Barros
Luís de Gonzaga Barros (Natal, 1 de novembro de 1912 – Natal, 3 de janeiro de 1994[carece de fontes?]) foi um político brasileiro que foi senador pelo Rio Grande do Norte.

## Biografia
Formado pela Escola Técnica de Comércio, no início da década de 1930 estabeleceu-se como empresário e comerciante. Tesoureiro da Federação do Comércio do Estado do Rio Grande do Norte (1951-1953) e a seguir delegado do Conselho Regional do Serviço Social do Comércio (Sesc) além de delegado potiguar no conselho de representantes da Confederação Nacional do Comércio (CNC) entre 1954 e 1969. Em 1955 foi eleito presidente da Federação do Comércio do Estado do Rio Grande do Norte.
Eleito vereador em Natal pela UDN em 1954[carece de fontes?], foi presidente da Câmara Municipal[carece de fontes?]. Em 1958 e 1962 foi eleito deputado estadual[carece de fontes?] e foi alçado à presidência da Federação do Comércio do Rio Grande do Norte e do Sindicato dos Atacadistas (1962-1964). Com o bipartidarismo filiou-se à ARENA e em 1966 foi eleito primeiro suplente do senador Francisco Duarte Filho sendo efetivado após a morte do titular em 1973.
Delegado da Confederação Nacional do Comércio junto à Organização Internacional do Trabalho na cidade de Genebra, foi casado com Élia de Barros, prefeita de São Gonçalo do Amarante de 1964 a 1968 e pai de Eliane de Barros, eleita prefeita do respectivo município em 1988 tendo falecido em julho do ano seguinte.[carece de fontes?]